# Toxic Crusaders (jeu vidéo)
Toxic Crusaders est un jeu vidéo d'action sorti en 1992 sur Nintendo Entertainment System, Mega Drive et Game Boy. C'est une adaptation du dessin animé éponyme Toxic Crusaders (en), lui-même dérivé de la franchise The Toxic Avenger. Le jeu a été testé par l'Angry Video Game Nerd avec Lloyd Kaufman, le réalisateur de Toxic Avenger en guest star.